# Seven Seas of Rhye
A Seven Seas of Rhye tizenegyedik, utolsó dal a brit Queen rockegyüttes 1974-es Queen II albumáról. A szerzője Freddie Mercury énekes volt. A dal instrumentális változata felkerült az együttes 1973-as bemutatkozó albumára, de teljes egészében csak 1974-re készült el. Kislemezen is megjelent 1974. február 23-án, és a tizedik helyet érte el az angol slágerlistán. Bár nem lett széles körben  híres, a sikere nagy lökést adott az együttes népszerűségének kialakulásához.

## Keletkezése
Az 1973-as Queen album végén egy alig több mint egyperces instrumentális zongoradal, a „Seven Seas of Rhye…” szerepelt. Ez egy félkész változat volt: nem volt elég idő, hogy befejezzék az album kiadásáig, de Mercury nem akarta veszni hagyni, így tovább dolgozott rajta. Amikor David Bowie visszamondta a tervezett szereplését a BBC népszerű Top of the Pops műsorában, a szervezők új előadót kerestek a lefoglalt műsoridőre. A műsor producere a szűk határidő miatt február 18-án felhívta az EMI sajtófőnökét, aki a Queen együttest ajánlotta a fellépésre. Szokás szerint a műsorban nem élőben adták elő a dalt, hanem felvételről játszották le, az együttesek pedig mímelték az éneket. Ehhez azonban fel kellett venni a dal egy speciális változatát. Fowler addig intézkedett, amíg sikerült meggyőznie Pete Townshendet: bocsássa rendelkezésükre stúdióját, hogy felvehessék a dalt. Február 20-án felvették a speciális változatot, amely másnap több millió angol háztartásban volt látható. Az EMI mozgósította az erőforrásait, és villámgyorsan, öt nappal a televíziós előadás elfogadása után megjelentette a dalt kislemezen. A lemezen egy albumon nem szereplő B oldalas dal, a „See What a Fool I’ve Been” volt a másik oldalon, ami később népszerűvé tette a ritka kiadványt a gyűjtők között.
A dal végén, amikor a zene elhalkul, az 1907-es „I Do Like to be Beside the Seaside” című ragtime klasszikusból énekelnek egy pár sort (a szedett-vedett kórusban Ken Testi, az együttes első menedzsere is énekelt). A következő albumuk legelső dala, a „Brighton Rock” elején ugyancsak hallható ez a dallam, ami egy kapcsolódási pontot adott a két album között. Ez volt az együttes első kísérlete a ragtime stílus beemelésére a zenéjükbe, May szerint a gyermekkorukban hallgatott, gyermekeknek szóló rádióműsorok inspirálták őket, ahol egyszerre hallhatott Mantovanit, és olyan gyermekdalokat, mint „Nelli az elefánt” és „A nevető rendőr”.

## Megjelenés és fogadtatás
A televízióban szerzett népszerűségének köszönhetően két hét múlva a negyvenötödik helyre került, majd a tizedik helyen tetőzött a slágerlistán, és a Queen II album eladásai is megugrottak. Ez volt az együttes első dala, amely slágerlistára került. A kritikusok jól fogadták a dalt, az együttesről később szinte mindig negatívan író NME ezt írta róla: „erejük, tehetségük és dalszerzői képességük jó példája, valamint mindazoké a jó tulajdonságoké, ami egyedülállóvá teszi őket.” George Starostin visszatekintő kritikájában ezt írta róla: „nem tartozik a Queen legjátszottabb slágerei közé, természetes, mert rutinos pop melódián alapul, nem innovatív vagy sokkoló semmilyen tekintetben. Egy újabb móka, a „Keep Yourself Alive” határozottsága nélkül…” Amerikában is megjelent kislemezen, de nem került fel a listákra.
Hivatalos videóklip a saját idejében nem készült hozzá, de 1984-ben egy hamburgi koncertfelvételt felhasználva elkészült egy újabb Top of the Pops változat. A megjelenése utáni Queen II Touron még csak ritkán adták elő, de az A Night at the Opera Touron már a műsor állandó része lett. Az A Day at the Races Touron lekerült a lejátszási listákról, és csak az 1984 és 1986 közötti koncerteken kezdték el újra játszani, megrövidített formában, csak az első refrénig. Előadásokon a bonyolult zongoraszólamot leegyszerűsítették. Felkerült az 1992-es Live at Wembley ’86 koncertalbumra és a Queen: Live at Wembley Stadium DVD-re.
Később más kislemezek B-oldalára került fel: 1986-ban a „Friends Will Be Friends”-re, 1995-ben pedig a „Heaven for Everyone”-ra. Szerepelt az együttes rockosabb dalait összegyűjtő Queen Rocks válogatáson. A zongoramotívum megjelent az 1995-ös Made in Heaven album „It’s a Beautiful Day” című dalában.

## Zene és szöveg
- Seven Seas of Rhye

Nem tudod lejátszani a fájlt?
A dal 4/4-es ütemű, D dúrban íródott, és viszonylag gyors, percenként 122-es a ritmusa. Jellegzetes zongoraarpeggióval indul, amely mindvégig a háttérzene része marad. Jól jellemzi az együttes „jöhet bármi” stílusát a fenséges kórus, Mercury energetikus zongorajátékának és May később jellegzetessé váló gitárjátékának elegye.
A szövege egyik Mercury leginkább fantáziadúsabb szerzeményeinek. Egy interjúban ezzel a dallal kapcsolatban azt mondta, hogy először jött a zene, utána a szöveg. A cím és szöveg Rhye szava Mercury gyermekkorában kitalált fantáziavilágra utal. Az együttes egyéb dalaiban fellelhető hasonló fantázia környezet (My Fairy King), az 1974-es Sheer Heart Attack album „Lily of the Valley” című dala ugyancsak említi: „Messenger from seven seas has flown/To tell the king of Rhye he's lost his throne”.

## Közreműködők
- Ének: Freddie Mercury
- Háttérvokál: Freddie Mercury, Roger Taylor, Brian May

Hangszerek:
- Roger Taylor: Ludwig dobfelszerelés
- John Deacon: Fender Precision Bass
- Brian May: Red Special
- Freddie Mercury: Bechstein zongora

## Kiadás és helyezések
| Helyezések \| Év \| Ország \| Helyezés \| \| ---- \| ------------------ \| -------- \| \| 1974 \| Brit kislemezlista \| 10[13] \| | 7" kislemez (EMI 2121, Anglia) 1. Seven Seas of Rhye – 2:48 2. See What a Fool I’ve Been – 4:31 7" kislemez (Elektra P-1314E, Japán) 1. Seven Seas of Rhye – 2:48 2. The Loser in the End – 4:03 3" CD (Parlophone QUECD1, Anglia, 1988) 1. Seven Seas Of Rhye – 2:48 2. See What A Fool I've Been – 4:31 3. Funny How Love Is – 3:13 |          |
| Év | Ország | Helyezés |
| 1974 | Brit kislemezlista | 10       |